# Campeonato Brasileño de Fútbol 2006
El Campeonato Brasileño de Fútbol 2006 fue la 51.ª edición del Campeonato Brasileño de Serie A. El mismo comenzó el 15 de abril de 2006 y finalizó el 3 de diciembre del corriente año.
El título lo conquistó el São Paulo FC, que ganó el cuarto título en su historia.

## Formato
El número de clubes bajó de 22 clubes a 20 equipos, los cuales jugaron entre sí dos veces. El equipo que más puntos logró (3 por victoria y 1 por empate) fue el campeón. Los cuatro equipos con menos puntos descendieron al Campeonato Brasileiro Série B del año siguiente.

## Equipos participantes

### Ascensos y descensos
| Pos. | Descendidos en la temporada 2005 |
| ---- | -------------------------------- |
| 17º  | Coritiba                         |
| 18º  | Atlético Mineiro                 |
| 19º  | Paysandu Belém                   |
| 20º  | Brasiliense                      |

| Pos. | Ascendidos de la Serie B 2005 |
| ---- | ----------------------------- |
| 1º   | Grêmio                        |
| 2º   | Santa Cruz Recife             |

### Información de equipos
| Equipo              | Ciudad             | Estadio             | Posición 2005 |
| ------------------- | ------------------ | ------------------- | ------------- |
| Atlético Paranaense | Curitiba           | Arena da Baixada    | 6º            |
| Botafogo            | Río de Janeiro     | Engenhão            | 9º            |
| Corinthians         | São Paulo          | Pacaembu            | 1º Campeón    |
| Cruzeiro            | Belo Horizonte     | Mineirão            | 8º            |
| Figueirense         | Florianópolis      | Orlando Scarpelli   | 16º           |
| Flamengo            | Río de Janeiro     | Maracanã            | 15º           |
| Fluminense          | Río de Janeiro     | Maracanã            | 5º            |
| Fortaleza           | Fortaleza          | Castelão            | 13º           |
| Goiás               | Goiânia            | Serra Dourada       | 3º            |
| Grêmio              | Porto Alegre       | Olímpico            | 1º Serie B    |
| Internacional       | Porto Alegre       | Beira-Rio           | 2º            |
| Juventude           | Caxias do Sul      | Alfredo Jaconi      | 14º           |
| Palmeiras           | São Paulo          | Palestra Itália     | 4º            |
| Paraná Clube        | Curitiba           | Durival Britto      | 7º            |
| Ponte Preta         | Campinas           | Moisés Lucarelli    | 18º           |
| Santa Cruz          | Recife             | Arruda              | 2º Serie B    |
| Santos              | Santos             | Vila Belmiro        | 10º           |
| São Caetano         | São Caetano do Sul | Anacleto Campanella | 17º           |
| São Paulo           | São Paulo          | Morumbi             | 11º           |
| Vasco da Gama       | Río de Janeiro     | São Januário        | 12º           |

## Tabla de posiciones
| Pos. | Equipo              | Pts. | PJ | PG | PE | PP | GF | GC | Dif. |
| ---- | ------------------- | ---- | -- | -- | -- | -- | -- | -- | ---- |
| 1    | São Paulo (C)       | 76   | 38 | 21 | 13 | 4  | 66 | 32 | +34  |
| 2    | Internacional       | 69   | 38 | 20 | 9  | 9  | 52 | 36 | +16  |
| 3    | Grêmio              | 67   | 38 | 20 | 7  | 11 | 64 | 45 | +19  |
| 4    | Santos              | 64   | 38 | 18 | 10 | 10 | 57 | 36 | +21  |
| 5    | Paraná              | 60   | 38 | 18 | 6  | 14 | 56 | 49 | +7   |
| 6    | Vasco da Gama       | 59   | 38 | 15 | 14 | 9  | 57 | 50 | +7   |
| 7    | Figueirense         | 57   | 38 | 15 | 12 | 11 | 52 | 44 | +8   |
| 8    | Goiás               | 55   | 38 | 15 | 10 | 13 | 63 | 49 | +14  |
| 9    | Corinthians         | 53   | 38 | 15 | 8  | 15 | 41 | 46 | -5   |
| 10   | Cruzeiro            | 53   | 38 | 14 | 11 | 13 | 52 | 45 | +7   |
| 11   | Flamengo            | 52   | 38 | 15 | 7  | 16 | 44 | 48 | -4   |
| 12   | Botafogo            | 51   | 38 | 13 | 12 | 13 | 52 | 50 | +2   |
| 13   | Atlético Paranaense | 48   | 38 | 13 | 9  | 16 | 61 | 62 | -1   |
| 14   | Juventude           | 47   | 38 | 13 | 8  | 17 | 44 | 54 | -10  |
| 15   | Fluminense          | 45   | 38 | 11 | 12 | 17 | 48 | 58 | -10  |
| 16   | Palmeiras           | 44   | 38 | 12 | 8  | 18 | 58 | 70 | -12  |
| 17   | Ponte Preta         | 39   | 38 | 10 | 9  | 19 | 45 | 65 | -20  |
| 18   | Fortaleza           | 38   | 38 | 8  | 14 | 16 | 39 | 62 | -23  |
| 19   | São Caetano         | 36   | 38 | 9  | 9  | 20 | 37 | 53 | -16  |
| 20   | Santa Cruz          | 28   | 38 | 7  | 7  | 24 | 41 | 75 | -34  |

Pts = Puntos; J = Partidos Jugados; G = Partidos Ganados; E = Partidos Empatados; P = Partidos Perdidos; GF = Goles Anotados; GC = Goles Recibidos; Dif = Diferencia de gol 
|                                    |
| Bandera del estado de São Paulo    |
| Campeón São Paulo F. C. 4.º título |

Flamengo clasifica a Copa Libertadores 2007 al ganar la Copa de Brasil 2006.
|  |                                              |
|  | Campeón y clasifica a Copa Libertadores 2007 |
|  | Clasifican a Copa Libertadores 2007          |
|  | Clasifican a Copa Sudamericana 2007          |
|  | Descienden a la Serie B 2007                 |

## Goleadores
| Pos. | Jugador   | Club                        | Goles |
| ---- | --------- | --------------------------- | ----- |
| 1    | Souza     | Goiás                       | 17    |
| 2    | Schwenck  | Figueirense                 | 14    |
| 3    | Cícero    | Figueirense                 | 13    |
| 3    | Soares    | Figueirense                 | 13    |
| 5    | Tuta      | Fluminense                  | 12    |
| 6    | Christian | Botafogo (1) Juventude (17) | 18    |
| 6    | Cristiano | Paraná Clube                | 18    |
| 6    | Obina     | Flamengo                    | 18    |
| 6    | Reinaldo  | Botafogo                    | 18    |
| 6    | Rinaldo   | Fortaleza                   | 18    |
| 6    | Rômulo    | Grêmio                      | 18    |
| 6    | Tuto      | Ponte Preta                 | 18    |
| 6    | Wagner    | Cruzeiro                    | 18    |

## Serie B
- Serie B 2006. Los cuatro primeros ascienden a la Serie A 2007, los cuatro últimos descienden a la Serie C.
| Pos. | Equipo               | Pts. | PJ | PG | PE | PP | GF | GC | Dif. |
| ---- | -------------------- | ---- | -- | -- | -- | -- | -- | -- | ---- |
| 1    | Atlético Mineiro (C) | 71   | 38 | 20 | 11 | 7  | 70 | 39 | +31  |
| 2    | Sport Recife         | 64   | 38 | 18 | 10 | 10 | 57 | 36 | +21  |
| 3    | Náutico              | 64   | 38 | 18 | 10 | 10 | 64 | 48 | +16  |
| 4    | América de Natal     | 61   | 38 | 19 | 4  | 15 | 59 | 51 | +8   |
| 5    | Paulista             | 61   | 38 | 17 | 10 | 11 | 72 | 51 | +21  |
| 6    | Coritiba             | 59   | 38 | 16 | 11 | 11 | 64 | 51 | +13  |
| 7    | Santo André          | 56   | 38 | 14 | 14 | 10 | 47 | 45 | +2   |
| 8    | Brasiliense          | 52   | 38 | 15 | 7  | 16 | 65 | 51 | +14  |
| 9    | Marília              | 52   | 38 | 14 | 10 | 14 | 58 | 56 | +2   |
| 10   | Ituano               | 50   | 38 | 12 | 14 | 12 | 49 | 48 | +1   |
| 11   | Gama                 | 48   | 38 | 14 | 6  | 18 | 51 | 62 | -11  |
| 12   | Remo                 | 46   | 38 | 13 | 7  | 18 | 50 | 60 | -10  |
| 13   | Avaí                 | 46   | 38 | 12 | 10 | 16 | 36 | 51 | -15  |
| 14   | Portuguesa           | 45   | 38 | 11 | 12 | 15 | 47 | 58 | -11  |
| 15   | Ceará                | 45   | 38 | 10 | 15 | 13 | 47 | 56 | -9   |
| 16   | CRB                  | 44   | 38 | 12 | 8  | 18 | 61 | 67 | -6   |
| 17   | Paysandu             | 44   | 38 | 12 | 8  | 18 | 51 | 70 | -19  |
| 18   | Guarani 1            | 44   | 38 | 11 | 14 | 13 | 53 | 61 | -8   |
| 19   | São Raimundo         | 43   | 38 | 11 | 10 | 17 | 42 | 59 | -17  |
| 20   | Vila Nova            | 42   | 38 | 11 | 9  | 18 | 45 | 68 | -23  |

1Guarani fue penalizado con la resta de 3 puntos por negociación irregular de un jugador en 2004.